# Seznam utkání Jihlavy v play off české hokejové extraligy
Toto je seznam zápasů Jihlavy v play off české hokejové extraligy .

## Jihlava
| Jihlava versus   | S | Předkolo          | Čtvrtfinále       | Semifinále | Finále | V | P |
| ---------------- | - | ----------------- | ----------------- | ---------- | ------ | - | - |
| Třinec           | 0 |                   |                   |            |        | 0 | 0 |
| Hradec Králové   | 0 |                   |                   |            |        | 0 | 0 |
| Chomutov         | 0 |                   |                   |            |        | 0 | 0 |
| Liberec          | 0 |                   |                   |            |        | 0 | 0 |
| Litvínov         | 0 |                   |                   |            |        | 0 | 0 |
| Mladá Boleslav   | 0 |                   |                   |            |        | 0 | 0 |
| Olomouc          | 1 | 1995/1996 (3 : 1) |                   |            |        | 3 | 1 |
| Pardubice        | 0 |                   |                   |            |        | 0 | 0 |
| Plzeň            | 0 |                   |                   |            |        | 0 | 0 |
| Sparta Praha     | 1 |                   | 1995/1996 (0 : 4) |            |        | 0 | 4 |
| Vítkovice        | 0 |                   |                   |            |        | 0 | 0 |
| Zlín             | 0 |                   |                   |            |        | 0 | 0 |
| Brno             | 0 |                   |                   |            |        | 0 | 0 |
| České Budějovice | 0 |                   |                   |            |        | 0 | 0 |
| Karlovy Vary     | 0 |                   |                   |            |        | 0 | 0 |
| Kladno           | 0 |                   |                   |            |        | 0 | 0 |
| Slavia Praha     | 0 |                   |                   |            |        | 0 | 0 |
| Vsetín           | 0 |                   |                   |            |        | 0 | 0 |
| Znojmo           | 0 |                   |                   |            |        | 0 | 0 |
| Celkem           | 2 |                   |                   |            |        | 3 | 5 |

## Jihlava - Olomouc
| Číslo | Sezona    | Utkání   | Domácí  | Výsledek     | Hosté   | Třetiny         |
| --- | --------- | -------- | ------- | ------------ | ------- | --------------- |
| 01. | 1995/1996 | předkolo | Olomouc | 2 : 5 Report | Jihlava | (0:0, 1:3, 1:2) |
| Branky Jihlavy 25:55 Petr Vlk, hetrick 29:25 Petr Kaňkovský, 39:58 Jiří Poukar, 52:31 Petr Kaňkovský, 58:07 Petr Kaňkovský |           |          |         |              |         |                 |
| 02. | 1995/1996 | předkolo | Olomouc | 5 : 3 Report | Jihlava | (2:0, 2:1, 1:2) |
| Branky Jihlavy 30:59 Oldřich Válek, 54:52 Patrik Fink, 56:29 Ladislav Prokůpek                                             |           |          |         |              |         |                 |
| 03. | 1995/1996 | předkolo | Jihlava | 3 : 1 Report | Olomouc | (2:0, 1:0, 0:1) |
| Branky Jihlavy 05:48 Oldřich Válek, 11:43 Jan Boháček, 30:25 Petr Vlk                                                      |           |          |         |              |         |                 |
| 04. | 1995/1996 | předkolo | Jihlava | 5 : 3 Report | Olomouc | (0:1, 3:2, 2:0) |
| Branky Jihlavy 29:58 Oldřich Válek, 37:25 Jiří Cihlář, 38:23 Oldřich Válek, 40:14 Jaromír Kverka, 54:30 Petr Vlk           |           |          |         |              |         |                 |
| |           |          |         |              |         |                 |
| Jihlava 3x utkání vyhrála, 1x utkání prohrála Jihlava 1x sérii vyhrála, 0x sérii prohrála                                  |           |          |         |              |         |                 |

## Jihlava - Sparta Praha
| Číslo                                                                                          | Sezona    | Utkání      | Domácí       | Výsledek        | Hosté        | Třetiny         |
| ---------------------------------------------------------------------------------------------- | --------- | ----------- | ------------ | --------------- | ------------ | --------------- |
| 01.                                                                                            | 1995/1996 | čtvrtfinále | Sparta Praha | 2 : 1 Report    | Jihlava      | (1:0, 1:1, 0:0) |
| Branky Jihlavy 27:16 Marek Melenovský                                                          |           |             |              |                 |              |                 |
| 02.                                                                                            | 1995/1996 | čtvrtfinále | Sparta Praha | 6 : 2 Report    | Jihlava      | (2:0, 3:2, 1:0) |
| Branky Jihlavy 24:51 Ladislav Prokůpek, 39:53 Jaromír Kverka                                   |           |             |              |                 |              |                 |
| 03.                                                                                            | 1995/1996 | čtvrtfinále | Jihlava      | 2 : 5 Report    | Sparta Praha | (1:1, 0:3, 1:1) |
| Branky Jihlavy 14:24 Roman Čech, 40:20 Jaromír Kverka                                          |           |             |              |                 |              |                 |
| 04.                                                                                            | 1995/1996 | čtvrtfinále | Jihlava      | 4 : 5 PP Report | Sparta Praha | (2:3, 2:0, 0:1) |
| Branky Jihlavy 10:16 Jiří Poukar, 16:45 Petr Kaňkovský, 30:46 Oldřich Válek, 38:38 Patrik Fink |           |             |              |                 |              |                 |
|                                                                                                |           |             |              |                 |              |                 |
| Jihlava 0x utkání vyhrála, 4x utkání prohrála Jihlava 0x sérii vyhrála, 1x sérii prohrála      |           |             |              |                 |              |                 |